# Kenneth Vanbilsen
Kenneth Vanbilsen, né le 1er juin 1990 à Herck-la-Ville, est un coureur cycliste belge.

## Biographie

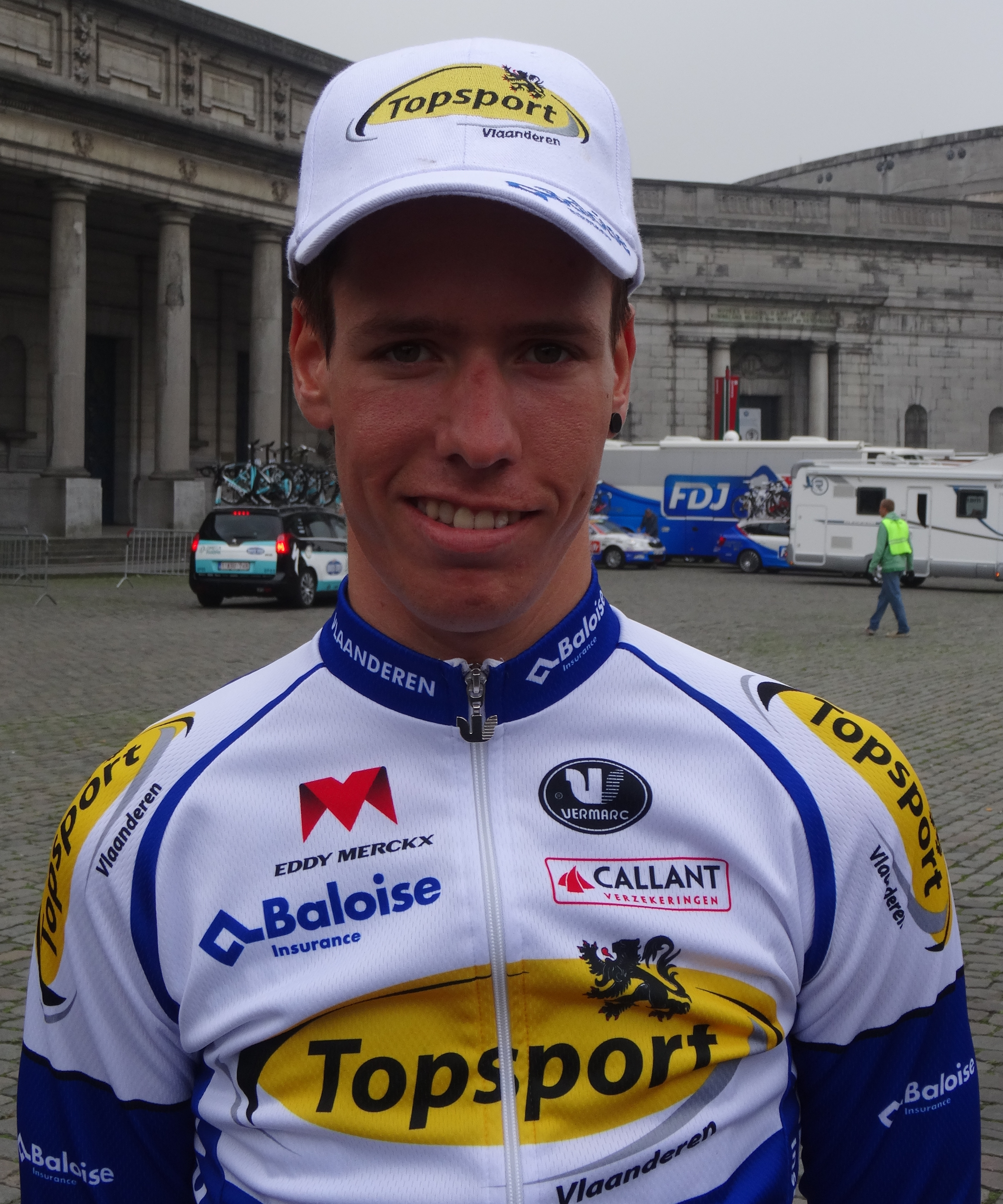
Kenneth Vanbilsen lors du départ de la Brussels Cycling Classic 2014.

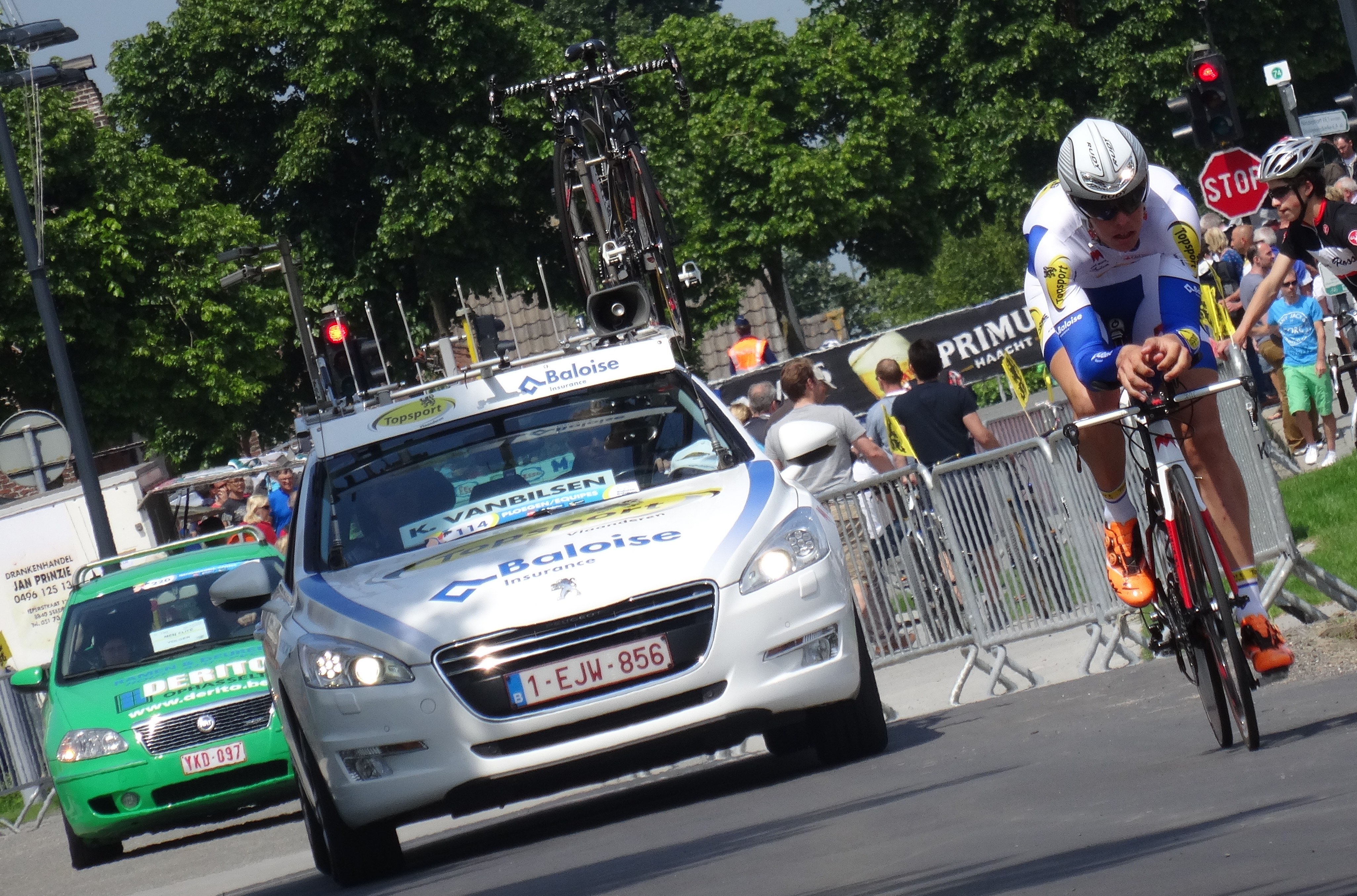
Kenneth Vanbilsen lors du contre-la-montre de la 3e étape du Tour de Belgique 2014 à Dixmude.

Kenneth Vanbilsen est issue d'une famille de cyclistes. Son grand-père, ainsi que trois de ses oncles et deux cousins étaient ou sont coureurs cyclistes. L'un de ses oncles est Eric Vanderaerden, champion de Belgique en 1984, vainqueur de Paris-Roubaix en 1987 et du Tour des Flandres 1985.
En 2008, Kenneth Vanbilsen remporte le Trofee der Vlaamse Ardennen chez les juniors. En 2011, il s'adjuge deux étapes du Tour du Brabant flamand. L'année suivante, il gagne la version espoirs du Tour des Flandres et se classe huitième aux Pays-Bas du championnat du monde sur route espoirs. Ses bons résultats lui permettent de passer professionnel en 2013 au sein de l'équipe belge Topsport Vlaanderen-Baloise. Lors de sa deuxième saison professionnelle en 2014, il remporte le Grand Prix d'ouverture La Marseillaise.
Le 1er août 2014, Cofidis annonce la venue en 2015 de Kenneth Vanbilsen au sein de son équipe. Il participe à son premier grand tour, le Tour de France 2015. Lors de la sixième étape, courue sur 191,5 km entre Abbeville et Le Havre, il est membre de l'échappée avec Perrig Quemeneur et Daniel Teklehaimanot. Le groupe compte jusqu'à douze minutes d'avance. Il est le dernier coureur du trio repris par le peloton à trois kilomètres de l'arrivée et se classe 142e de l'étape. 
En août 2018, il se classe septième de la Polynormande remportée par Pierre-Luc Périchon.
Une chute lors d'un entraînement en août 2022 lui cause notamment une fracture du coccyx ainsi qu'une commotion cérébrale. En fin de saison, son contrat avec Cofidis n'est pas renouvelé, il quitte la formation française et décide d'arrêter sa carrière.

## Palmarès et classements mondiaux

### Palmarès par année
- 2008
  - Trophée des Ardennes flamandes
- 2010
  - Grand Prix Fernand Destoquay
  - À travers le Limbourg
  - 2e du Grand Prix d'Affligem
  - 2e du championnat du Limbourg sur route espoirs
  - 3e de la Zuidkempense Pijl
- 2011
  - 2e et 5e étapes du Tour du Brabant flamand
  - 3e de la Flèche ardennaise
- 2012
  - Tour des Flandres espoirs
  - 2e du Circuit de Wallonie
  - 3e du ZLM Tour
  - 8e du championnat du monde sur route espoirs
- 2013
  - 2e de l'Internationale Wielertrofee Jong Maar Moedig
  - 3e de la Course des raisins
- 2014
  - Grand Prix d'ouverture La Marseillaise
  - 2e de la Classic Loire-Atlantique
  - 2e du Stadsprijs Geraardsbergen
- 2015
  - 2e du Grand Prix d'ouverture La Marseillaise
  - 3e du Grote Prijs Dr. Eugeen Roggeman
- 2016
  - 3e du Grote Prijs Dr. Eugeen Roggeman
- 2019
  - À travers le Hageland

### Résultats sur les grands tours

#### Tour de France
1 participation
- 2015 : 158e

#### Tour d'Espagne
3 participations
- 2016 : abandon (14e étape)
- 2017 : 146e
- 2018 : 137e

### Classements mondiaux
| Année                                 | 2011 | 2012 | 2013 | 2014 | 2015 | 2016 | 2017 | 2018  | 2019 | 2020 | 2021 | 2022 |
| ------------------------------------- | ---- | ---- | ---- | ---- | ---- | ---- | ---- | ----- | ---- | ---- | ---- | ---- |
| Classement mondial                    |      |      |      |      |      | 814e | 971e | 1145e | 602e | nc   | nc   | 701e |
| UCI Europe Tour                       | 518e | 84e  | 122e | 27e  | 221e | 520e | 614e | 990e  | 454e | nc   | nc   | 540e |
|                                       |      |      |      |      |      |      |      |       |      |      |      |      |
| Légende : nc = non classéSource : UCI |      |      |      |      |      |      |      |       |      |      |      |      |